# Siponsaari (ö i Norra Savolax)
Siponsaari är en ö i Finland. Den ligger i sjön Ala-Hippa och i kommunen Kuopio (tidigare Juankoski) i den ekonomiska regionen  Nordöstra Savolax ekonomiska region  och landskapet Norra Savolax, i den centrala delen av landet, 400 km nordost om huvudstaden Helsingfors. Öns area är 2,8 hektar och dess största längd är 320 meter i nord-sydlig riktning.